# 藤井真也
藤井真也（1986年12月26日—）是一名日本现代五项运动员，身高1.71米，体重64千克。曾参加2010年广州亚运会现代五项比赛，并获得男子个人第十三名和男子团体铜牌。